# 흰물떼새
흰물떼새는 도요목 물떼새과의 새이다.

## 생김새
뒷목이 흰색이고 다리는 분홍빛이 도는 흑갈색이다. 가슴옆의 검은색 무늬가 앞가슴까지 오지 않는다. 수컷은 이마 위쪽이 검은색이고 머리 위가 적갈색이다. 암컷은 앞이마의 검은 무늬가 거의 없고 눈선이 갈색이다. 머리 위에 적갈색 기운이 없고 가슴옆의 줄무늬도 갈색이다. 겨울깃은 정수리에 적갈색이 없고 몸윗면이 회갈색이며 몸윗면의 깃 가장자리가 색이 엷다. 어린새는 몸윗면이 비늘무늬를 이루고 가슴옆의 갈색 줄무늬가 짧다.

## 생태
북반구의 온대지역에서 번식하고 남쪽으로 내려가서 월동을 한다. 한국에서는 흔한 나그네새이며 일부는 번식하기도 한다.
염전, 갯벌, 모래밭 등에서 서식하며 무척추동물을 먹는다. 모래밭, 자갈밭, 하구나 해안의 모래섬 등에서 번식하고 알을 3개 낳아 암수가 교대로 24~26일간 품는다.

## 분류
현재 3아종으로 분류하고 있다. 과거에는 dealbatus를 흰물떼새의 아종으로 분류했으나 최근에는 흰얼굴흰물떼새(A. dealbatus)라는 별개의 종으로 분류하고 있다. 기존에는 물떼새속이었나 Anarhynchus속으로 변경되었다.
1. ↑  “Taxonomic Updates – IOC World Bird List”. 2024년 8월 28일에 확인함.